# Римско-партски рат (161-166)
Римско-партски рат Луција Вера вођен је у периоду од 161. до 166. године измешу Римског и Партског царства. Назив је добио по Луцију Веру, римском ко-цару и команданту римских трупа.

## Рат
Повод за рат био је упад партског краља Вологаса IV Партског у Јерменију, римску вазалну државу. Са престола Јерменије је свргнуо цара и на њега поставио свога сина. За Римљане је то била објава рата. Римско царство је у то време било на врхунцу моћи. Успело је поразити Парте под командом Авидија Касија. Године 165. опљачкали су партску престоницу Ктесифон. Мировним споразумом враћена је династија Арсакида, а Рим је добио делове горње Месопотамије. Међутим, рат је за Римљане имао тешке последице с обзиром да су се, за време похода, римски војници заразили кугом која ће значајно ослабити Царство поставши катализатор процеса који ће кроз неколико векова довести до његове пропасти.